# Johann Christian Günther
Johann Christian Günther   (Strzegom, 8 d'abril de 1695 - Jena, 15 de març de 1723) fou un poeta alemany de Striegau a la Baixa Silèsia.

## Biografia
Després d'assistir al gimnàs de Schweidnitz, el seu pare, un metge de camp, el va enviar el 1715 a estudiar medicina a Wittenberg, però estava desinteressat i va viure d'una manera dissipada, no tenia cap gust per la professió escollida per a ell i va arribar a una ruptura completa amb la seva família, la qual cosa el va dur a viure amb dificultats. El 1717 va anar a Leipzig, on va tenir amistat amb Johann Burkhard Mencke (1674-1732), que va reconèixer el seu geni, i allà va publicar un poema sobre la pau de Passarowitz (conclosa entre l'emperador alemany i l'imperi otomà el 1718), que li va fer adquirir reputació. Una recomanació de Mencke a Frederic August II de Saxònia, rei de Polònia, va resultar pitjor que inútil, ja que Günther es va presentar a la audiència begut. Des d'aquell moment va portar una vida inquieta i dissipada, enfonsant-se cada cop més en la gent de la misèria, fins que va morir a Jena el 15 de març del 1723, quan només tenia 28 anys. Els seus poemes fores publicat a partir de 1724. Goethe digué que Günther havia estat un poeta en el sentit més complet del terme. Passà de la forma barroca tardana a una expressió més personal, que s¡avançà al seu temps per la manca de retòrica sota l'influx del pietisme. Els seus poemes lírics en conjunt demostren una sensibilitat profunda i viva, una imaginació fina, un enginy intel·ligent i una veritable oïda de melodia i ritme, però hi ha un aire de cinisme més o menys present en la majoria d'ells.